# ジャパンブリーダーズカップ協会
一般社団法人ジャパンブリーダーズカップ協会（ジャパンブリーダーズカップきょうかい）は、1989年に設立された日本の競馬に関する法人である。
種牡馬の所有者らにより組織され、おもにホッカイドウ競馬とジャパンブリーディングファームズカップ（JBC）への支援を行っている。またGRANDAME-JAPAN、ダービーシリーズの各競走シリーズに協賛している。
2023年時点の会長は吉田勝己、副会長は吉田照哉および岡田牧雄。事務局は北海道沙流郡日高町にあり、ブリーダーズ・スタリオン・ステーションを運営する株式会社サラブレッド・ブリーダーズ・クラブがマネジメントを行っている。

## 設立の経緯
1989年、豊洋牧場代表の古川博によりブリーダーズゴールドカップの実現に向けて設立された。ブリーダーズゴールドカップはアメリカのブリーダーズカップに範をとり、種牡馬の登録料と種付け料から賞金を出していたが日本の競馬の制度上の理由により本協会から主催者に寄付する形で支援を行っていた。